# Becker (serial)
Becker este un serial de televiziune american de sitcom creat de Dave Hackel care a fost difuzat pe CBS timp de șase sezoane din 2 noiembrie 1998 până pe 28 ianuarie 2004, cu un total de 129 de episoade. Produs de Dave Hackel Productions și Industry Entertainment în asociere cu Paramount Network Television, spectacolul are loc în cartierul Bronx din New York City și îl are în rolul principal pe Ted Danson în rolul personajului principal, John Becker, un medic mizantropic care operează un mic cabinet și este enervat în mod constant de pacienții, colegii de muncă și prietenii săi și, practic, de orice și de toți ceilalți din lumea lui. În ciuda tuturor, pacienții și prietenii săi sunt loiali pentru că lui Becker îi pasă cu adevărat de ei.